# Montemerlo
Montemerlo è una frazione del comune italiano di Cervarese Santa Croce, in provincia di Padova.

## Geografia fisica
Occupa la zona sud del territorio comunale, al confine con Teolo. È addossata all'omonima altura di 105 m s.l.m., propaggine nordorientale dei colli Euganei, in cui si trova la cava di trachite euganea (della varietà "grigia classica di Montemerlo"), storicamente importante per il territorio e tuttora attiva.

## Storia
Il toponimo Montemerlo appare in un atto di vendita del 6 aprile 1106, in cui uno dei firmatari è un certo Turingio "de Monte Merlo". Nei documenti successivi si presenta spesso nella forma latinizzata Mons Meruli. Si tratta di un chiaro riferimento al colle che domina il paese, a sua volta legato al nome del comune volatile.
L'insediamento umano ha però origini ben più antiche. La cava di trachite euganea era attiva sin dall'epoca romana, quando riforniva l'intera area dei colli Euganei, dato che manufatti in questo materiale sono stati rinvenuti sia sul versante padovano, sia su quello atestino.
L'intitolazione a san Michele fa pensare che l'attuale parrocchiale sia stata fondata al tempo dei Longobardi (VII-VIII secolo), presso i quali l'arcangelo godeva di particolare venerazione.
Si colloca tra il X e l'XI secolo la fondazione di un castello, tenuto in feudo da un ramo della famiglia Transalgardi, i Forzatè. La tradizione vorrebbe che i primi possessori del fortilizio fossero i fratelli Carlotto e Giovanni, giunti in Italia al seguito di Carlo Magno. L'imperatore avrebbe donato loro la località per i meriti in battaglia e questi l'avrebbero ribattezzata ispirandosi al nome del loro paese di origine, Montmerle in Francia.
I Forzatè furono strenui oppositori di Ezzelino III da Romano e il loro castello rappresentò un rifugio sicuro per molti suoi perseguitati. Nel 1237 vi riparò il beato Giordano Forzatè, ma il tiranno riuscì comunque a imprigionarlo e a distruggere la fortezza, che non fu più ricostruita (al suo posto sorge ora palazzo Dalla Francesca).
Il villaggio soffrì particolarmente la presenza del castello, che lo esponeva continuamente a saccheggi e distruzioni, e rimase a lungo una località poco popolata e di scarsa importanza. Buona parte del suo territorio era ricoperta da boschi (di cui resta traccia nella toponomastica) e solo dal Due-Trecento presero avvio delle opere di bonifica, spesso su iniziativa dei benedettini dell'abbazia di Praglia. Dal punto di vista amministrativo, Montemerlo era sottoposto al Comune di Padova, al quale doveva tributi e prestazioni.
Dopo l'arrivo della Serenissima, nel 1405, si ebbe la graduale ripresa dell'attività estrattiva: buona parte dei masegni che lastricano le calli veneziane proviene proprio dalla cava di Montemerlo. Ciò non bastò a migliorare le condizioni degli abitanti, che continuarono a soffrire povertà, carestie ed epidemie. Durante la visita pastorale del vescovo di Padova Carlo Rezzonico (1747), il parroco sottolineò la grande miseria che affliggeva il suo popolo, "essendo tutti gli abitanti poveri quanto non si può dire".
Nel 1807, con l'istituzione del Regno d'Italia di Napoleone, Montemerlo fu unita a Cervarese e a San Martino per formare l'odierno comune.
In un'abitazione posta al numero 165 di contrà della Fossona è nata Antonia Masanello, garibaldina.
Anche nel periodo che seguì l'Unità d'Italia, l'attività della cava di trachite, benché desse lavoro ad alcune centinaia di operai sino al secondo dopoguerra, non era sufficiente a sollevare gli abitanti dalla povertà. Questa condizione sfociò talvolta in tumulti e saccheggi e provocò, specie negli anni 1930 e 1940, a una consistente emigrazione verso i centri industriali di Lombardia e Piemonte e all'estero.
Solo nel secondo dopoguerra il paese ha conosciuto un rapido impulso economico grazie all'insediamento di attività artigianali e commerciali. La rapida crescita urbana da una parte lo ha reso un moderno e vivace centro della periferia padovana, dall'altro ne ha quasi del tutto cancellato i caratteri rurali.

## Monumenti e luoghi d'interesse

### Vecchia parrocchiale

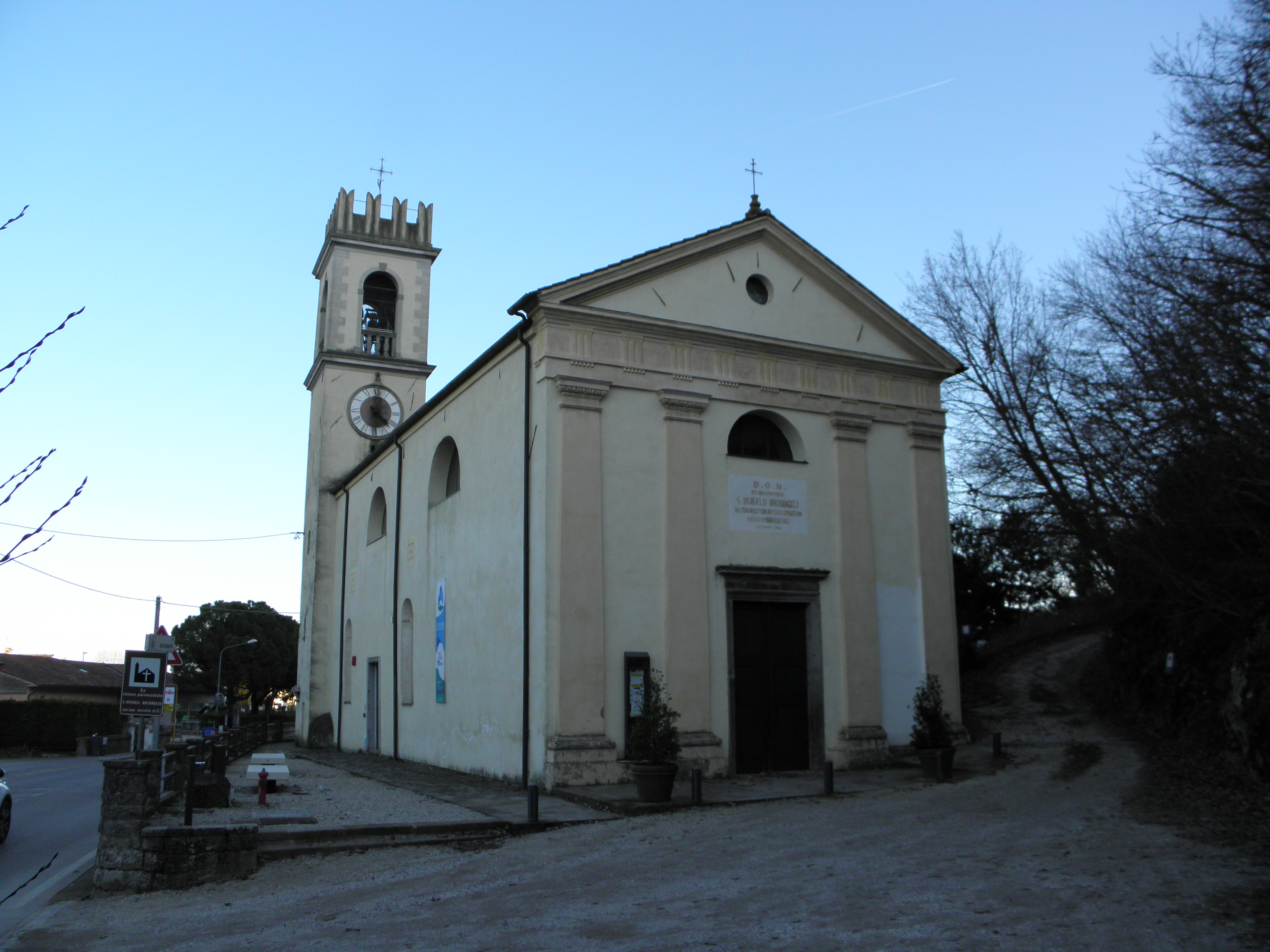
La vecchia parrocchiale di San Michele Arcangelo

È nota sin dal 1297, quando era dipendente dalla pieve di Teolo, tuttavia, come già accennato, dovrebbe avere origini longobarde (VII-VIII secolo).
Nel resoconto della visita pastorale del vescovo Carlo Rezzonico, nel 1747, fu annotata la costruzione del campanile. A causa delle modeste dimensioni, fu ampliata nel 1823 (sulla parete rivolta alla strada si notano ancora gli incavi delle vecchie finestre), ma subì restauri anche verso la metà dello stesso secolo e all'inizio del Novecento. Nel 1911 la cuspide del campanile fu sostituita da una torre con merli ghibellini.
Negli anni cinquanta, con la costruzione della nuova parrocchiale, fu convertita a scuola media e subì gravi manomissioni che ne hanno completamente snaturato la struttura originaria. Sussistono la nicchia del fonte battesimale, l'abside e alcuni affreschi del soffitto.
Oggi ospita la biblioteca comunale.

### Nuova parrocchiale

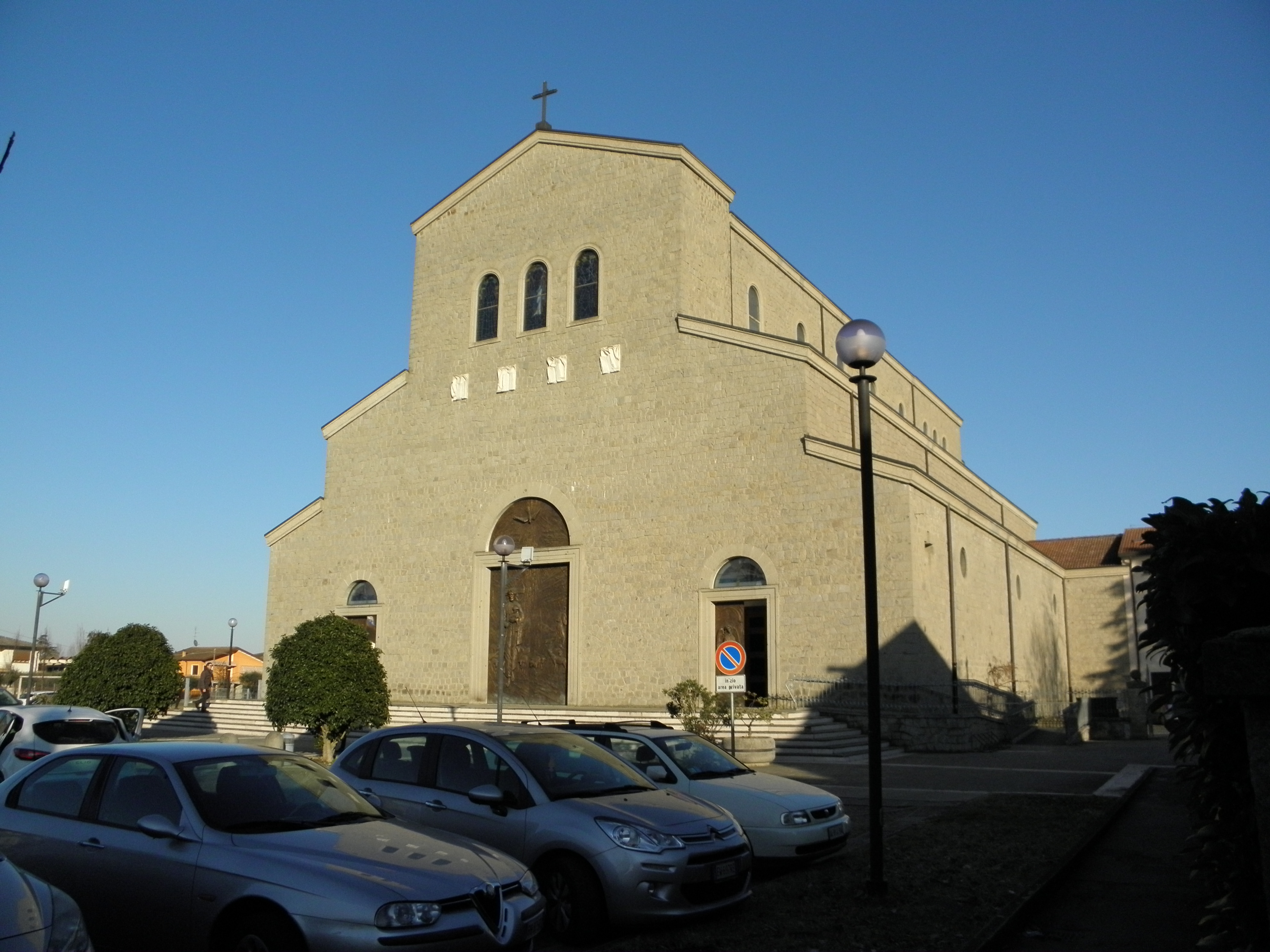
La nuova chiesa parrocchiale di San Michele Arcangelo

Costruita in sostituzione dell'edificio precedente, divenuto troppo angusto per l'aumento demografico, la sua prima pietra fu benedetta dal vescovo Carlo Agostini il 25 agosto 1946 e venne inaugurata il 28 settembre 1953. Il progetto è dell'ingegnere Stanislao Ceschi.
A tre navate, è interamente costituita dalla trachite estratta della cava locale e conserva numerose opere provenienti dalla vecchia parrocchiale.
Sulla maestosa facciata sono posti quattro rilievi raffiguranti gli Evangelisti, di Luigi Strazzabosco.
Il lavoro di maggior pregio è una scultura di Egidio da Wiener Neustadt, in pietra calcarea compatta e di grana sottile (detta pietra gallina), raffigurante il patrono San Michele arcangelo. Fu eseguita nel 1425 dietro commissione dell'usuraio padovano Benvenuto Bazioli e inizialmente era collocata nella chiesa di San Leonino del capoluogo. Vi rimase anche quando questa fu chiusa al culto nel 1808. Scoperta nel 1837 dall'allora parroco di Montemerlo Giuseppe Lazzarotto, fu da questi acquistata per essere collocata in una nicchia della vecchia chiesa, venendo poi trasferita dietro l'altare maggiore dell'attuale.
Del 1868 è il Martirio di San Pancrazio, dipinto da Antonio Bertolli. Dello stesso periodo è la pala di San Michele, realizzata da Vincenzo Gazzotto e collocata nel catino absidale.
Anche gli altari, con l'esclusione del maggiore, provengono dalla vecchia parrocchiale. Si ricorda fra tutti il primo di destra: costruito nel 1717, era l'altare maggiore dell'antico edificio ed è completato da un crocifisso nero attribuito alla bottega di Andrea Brustolon.